# Гатиха
Гатиха — село в Камешковском районе Владимирской области России, входит в состав Пенкинского сельского поселения.

## География
Село расположено в 6 км на северо-запад от центра поселения деревни Пенкино, в 21 км на юго-запад от райцентра Камешково и в 2 км от федеральной автодороги «Волга».

## История
Церковь в Пестьянском погосте существовала уже в начале XVII века, как это видно из патриарших окладных книг 1628 года: «церковь Николая Чудотворца на Песье речке села Омутца…». В 1673 году часть прихода отделилась; в селе Ковалеве была выстроена особая церковь. В начале XVIII века в Омутце, кроме Николаевской церкви, существовала теплая деревянная церковь во имя Пресвятой Троицы. В 1719 году обе церкви сгорели. В следующем 1720 году теплая Троицкая церковь построена была вновь, холодная же церковь построена и освящена была только в 1738 году. В 1763 году холодная церковь сгорела еще раз и на месте ее в том же году построена была опять деревянная церковь с престолом во имя Николая Чудотворца. В 1836 году на средства прихожан она возобновлена, но к шестидесятым годам она пришла в ветхость и богослужение в ней было прекращено. В 1875 году, когда отведено было в Омутецком приходе новое кладбище, Никольская церковь была перенесена туда и в 1877 году освящена уже во имя Введения во храм Пресвятой Богородицы. Троицкая же теплая деревянная церковь существовала до конца XVIII века и посему обветшала. В 1790 году с разрешения епископа Владимирского Виктора начата постройка каменной церкви, которая и была окончена и освящена в 1802 году. В 1842 году к этой церкви была пристроена каменная колокольня. Но так как для большого прихода эта каменная церковь была тесна и мрачна, то в 1850 году начата постройка нового обширного каменного храма, соединившего в себе теплую и холодную церковь; в 1868 году он отделан окончательно. Престолов в церкви три: в холодной церкви – во имя Пресвятой Троицы, освящен в 1868 году; в трапезе теплой – в честь Покрова Пресвятой Богородицы, освящен в 1854 году, и святого Николая чудотворца, освящен в 1855 году.
В XIX и первой четверти XX века деревня входила в состав Лаптевской волости Владимирского уезда. В 1859 году в деревне Гатиха числилось 94 двора, в Пестьянском погосте — 4 двора и 36 жителей, в 1905 году в деревне Гатиха имелось 202 двора, в Омутец-Пестьянском погосте — 5 дворов и 23 жителя. 
С 1929 года село являлось центром Гатихинского сельсовета в составе Владимирского района, с 1940 года — в составе Камешковского района, с 1954 года — в составе Пенкинского сельсовета, с 2005 года — в составе Пенкинского сельского поселения.

## Население
| 1859 | 1897  | 1905  | 1926 | 2002 | 2010 | 2021 |
| ---- | ----- | ----- | ---- | ---- | ---- | ---- |
| 689  | ↗1077 | ↗1135 | ↘925 | ↘722 | ↘693 | ↘534 |

## Достопримечательности
В селе находится недействующая Церковь Троицы Живоначальной (1825-1875).